# Błękitnik rudogardły
Błękitnik rudogardły (Sialia sialis) – gatunek małego ptaka z rodziny drozdowatych (Turdidae), zamieszkujący Amerykę Północną. Nie jest zagrożony.

## Podgatunki i zasięg występowania
Błękitnik rudogardły występuje w zależności od podgatunku:
- Sialia sialis sialis – południowa i południowo-wschodnia Kanada, wschodnie i środkowe USA i północno-wschodni Meksyk;
- Sialia sialis grata – południowa Floryda (południowo-wschodnie USA). Międzynarodowy Komitet Ornitologiczny uznaje go za synonim S. s. sialis;
- Sialia sialis bermudensis	– Bermudy;
- Sialia sialis nidificans – wschodnio-środkowy Meksyk;
- Sialia sialis fulva – południowo-zachodnie USA do środkowego Meksyku;
- Sialia sialis guatemalae – południowo-wschodni Meksyk i Gwatemala;
- Sialia sialis meridionalis – Salwador, Honduras i północna Nikaragua;
- Sialia sialis caribaea – wschodni Honduras i północno-wschodnia Nikaragua.

Podgatunek nominatywny wędrowny – zimę spędza w południowej części zasięgu i dalej na południe po północny Meksyk, niektóre osobniki zimują na Bermudach. Pozostałe podgatunki nie migrują.

## Morfologia

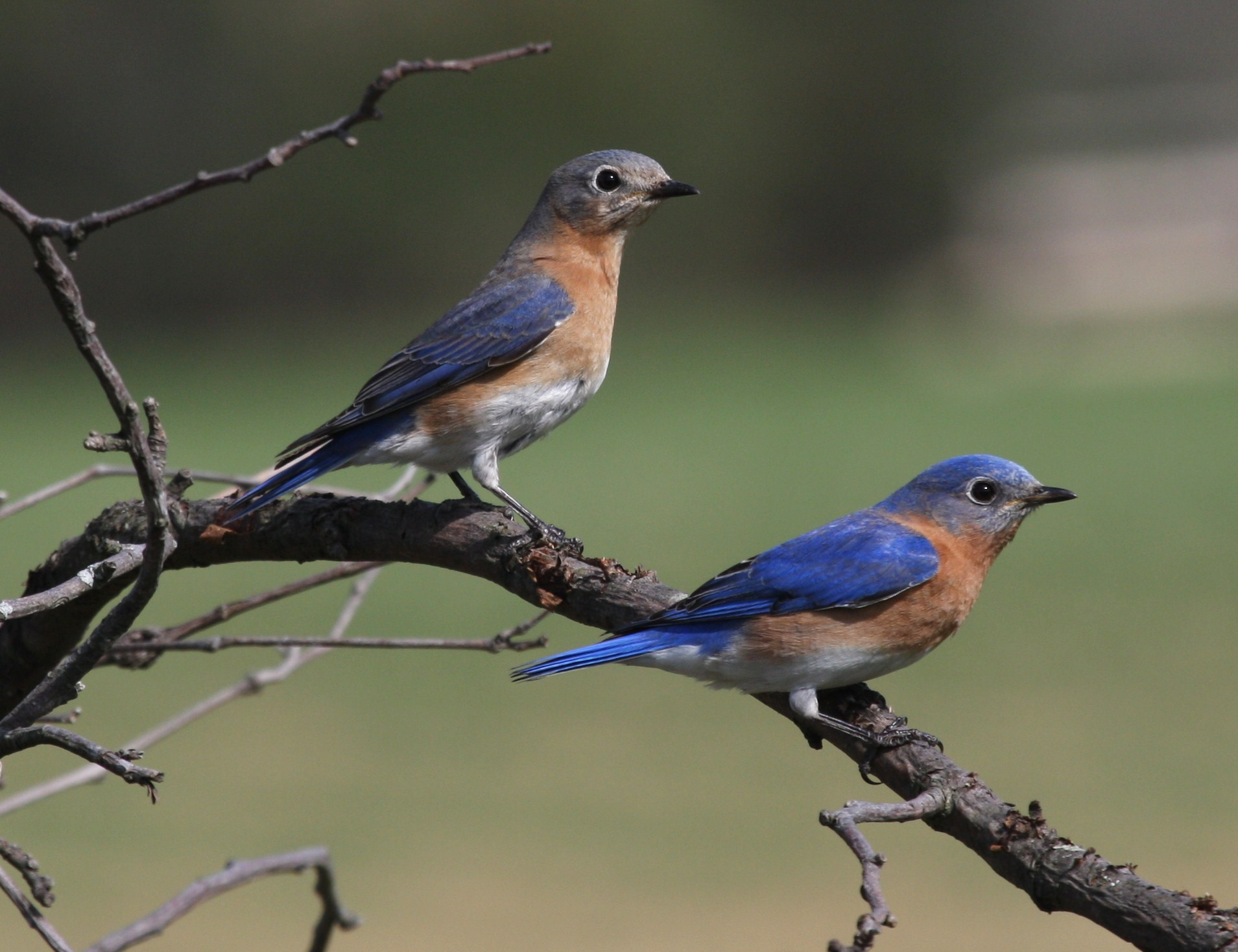
Samica (z lewej) i samiec

Długość ciała 16–21 cm, rozpiętość skrzydeł 25–32 cm. Masa ciała 28–32 g.
Głowa, grzbiet, skrzydła oraz ogon jaskrawoniebieskie (jest to barwa strukturalna, która nie wynika z obecności barwnika, ale z budowy pióra, które załamuje promienie słoneczne). Podbródek biały. Gardło, pierś i boki koloru kasztanowatego. Brzuch oraz pokrywy podogonowe są białe. Samica ma grzbiet brązowy, skrzydła i ogon niebieskie; wokół oczu niewyraźna płowa obrączka; gardło, pierś oraz boki jasnordzawe; brzuch wraz z pokrywami podogonowymi białe. Młode ptaki z szarymi plamkami, z niebieskimi skrzydłami i ogonem.

## Ekologia i zachowanie

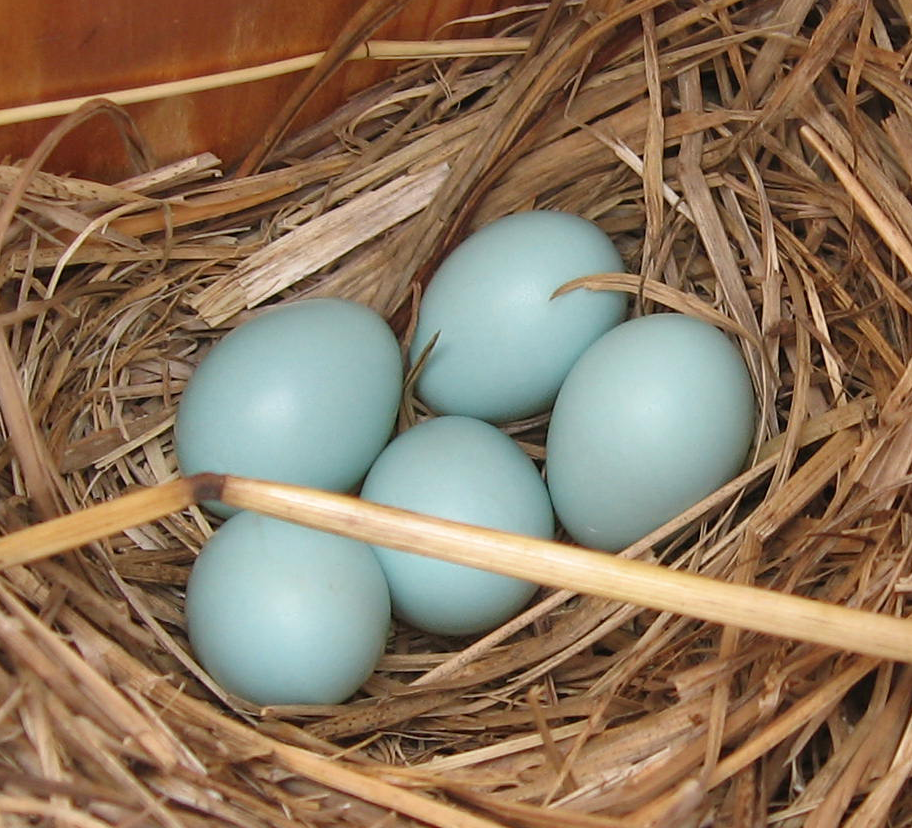
Gniazdo z jajami w skrzynce lęgowej

Błękitnik rudogardły żyje na łąkach i innych terenach otwartych otoczonych drzewami, które oferują odpowiednie dziuple do założenia gniazda. Wraz z rozprzestrzenianiem się budek lęgowych ptaki te są obecnie powszechnie widywane wzdłuż dróg, na obrzeżach pól, pastwiskach, parkach podmiejskich, ogrodach, polach golfowych i innych otwartych przestrzeniach.
Odbywają od jednego do trzech lęgów w roku. Gniazdo umieszczają w dziuplach lub budkach lęgowych. Zazwyczaj wybierają stare dziuple dzięciołów w martwych sosnach lub dębach na wysokości do około 15 metrów nad ziemią. Starsze ptaki częściej niż młodsze gniazdują w budkach lęgowych. W zniesieniu 2–7 jaj, które są bladoniebieskie, rzadko białe. Okres inkubacji trwa 11–19 dni, a wysiadywaniem zajmuje się głównie samica. Karmieniem piskląt zajmują się oboje rodzice, niekiedy pomagają im osobniki młodociane z poprzednich lęgów. Młode są w pełni opierzone po 17–21 dniach od wyklucia.
Błękitnik rudogardły przez większą część roku żywi się głównie owadami (m.in. chrząszczami, świerszczami, konikami polnymi) i ich larwami, ale także ślimakami, dżdżownicami czy pająkami. Jesienią i zimą zjada duże ilości jagód. Rzadko odnotowywano jak ptaki te pożywiają się drobnymi kręgowcami, takimi jak salamandry, ryjówki, węże, jaszczurki czy żaby drzewne.
Przesiaduje przycupnięty w pionowej postawie. Zlatuje na ziemię, by schwytać owady, po czym wraca na czatownię.
W ornitologii służy za gatunek modelowy w badaniach związanych z rozrodem u ptaków oraz roli upierzenia i jego ścierania się w behawiorze błękitnika.

## Status
Międzynarodowa Unia Ochrony Przyrody (IUCN) uznaje błękitnika rudogardłego za gatunek najmniejszej troski (LC – least concern) nieprzerwanie od 1988 roku. W 2019 roku organizacja Partners in Flight szacowała liczebność populacji na 23 miliony dorosłych osobników. Trend liczebności populacji uznawany jest za wzrostowy.